# Scînteia
Scînteia (do pravopisné reformy roku 1953 Scânteia, česky Jiskra) byl ústřední deník Komunistické strany Rumunska. První čísla vydala skupina rumunských komunistů v Oděse roku 1919, od roku 1931 vycházely noviny ilegálně v Rumunsku, po vystoupení Rumunska z hitlerovské koalice roku 1944 začala Scînteia vycházet legálně. Během komunistického režimu se jednalo o nejdůležitější noviny v zemi, vycházely jako orgán Ústředního výboru Komunistické strany Rumunska. Deník zanikl roku 1989 během rumunské revoluce, kdy v souvislosti se zákazem Komunistické strany Rumunska bylo zastaveno vydávání všech jejích tiskovin. Většinu majetku Scînteie přebral deník Adevărul (česky Pravda).